# 基泰大楼
基泰大楼原为中国近代一家建筑事务所基泰工程司总部的办公楼，建于1928年，坐落于天津法租界福煦将军路（今天津市和平区滨江道109号至123号）。中华人民共和国成立后，该建筑由黑龙江省人民政府驻天津办事处使用，现为滨江湾快捷酒店。目前为重点保护等级历史风貌建筑和天津市文物保护单位。

## 建筑结构
基泰大楼的设计师为關頌聲和杨廷宝，大楼由天津惠通成木厂承接建造。大楼座南朝北，占地面积为2100平方米，建筑面积为8620平方米。基泰大楼主体为钢筋砼条形基础，砖混结构四层大楼，中间局部为五层，主面左右对称，大楼外立面为大面积的清水墙并装饰有圆形和方格和相交的花饰和砖砌壁柱，檐口装饰有狮头。建筑首层为商铺，二层和三层为办公用房，并设有主楼梯和电梯直通顶层。四层作为基泰工程司的办公房和绘图房。建筑主入口向里凹进，上方设有过街楼，原来还设有“基泰大楼”四个大字。入口后面设有公寓客房。建筑内部的二楼舍友圆形金黄色木栏杆并装饰以中式云纹。建筑内部的地面为水磨石和大理石，各项设备齐全。前面门洞为半圆形拱券，顶为黄色方格。